# Agalinis paupercula
Agalinis paupercula är en snyltrotsväxtart som först beskrevs av Samuel Frederick Gray, och fick sitt nu gällande namn av Britt.. Agalinis paupercula ingår i släktet Agalinis och familjen snyltrotsväxter. Utöver nominatformen finns också underarten A. p. borealis.